# Tepān
Tepān (persiska: تپان) är en ort i Iran.   Den ligger i provinsen Kermanshah, i den västra delen av landet, 500 km väster om huvudstaden Teheran. Tepān ligger 1 511 meter över havet och antalet invånare är 427.
Terrängen runt Tepān är kuperad. Runt Tepān är det ganska tätbefolkat, med 72 invånare per kvadratkilometer. Närmaste större samhälle är Sharak-e Tamarkhān, 18,5 km nordväst om Tepān. Trakten runt Tepān består i huvudsak av gräsmarker.